# Гермоген (ритор)
Гермоген (*кін. II ст. н. е. —поч. III ст. н. е.) — давньогрецький красномовець, теоретик риторського мистецтва часів Римської імперії.

## Життя та творчість
Про Гермогена нічого невідомо, окрім того, що він мешкав наприкінці II ст. н. е.— напочатку III ст. н. е. Є автором значних теоретичних розробок з красномовства. основні його тракттати — «Про ставлення основних питань», в якому розкривається логічний метод для аргументації захисту; «Категорії стилю», «Про ідеї». Крім того, в доробку Гермогена є праці «Про винахід», «Підготовчі вправи» («Progymnasmata»), «Способи майстерності».
Ці твори були відомі та шановані ще за життя Гермогена, а також до кінця Римської імперії. на них навчалися ритори Візантійської імперії, а згодом промовці часів Середньовіччя, а також у період Відродження.